# Weiße Rose
Weiße Rose (dansk: "Hvide rose") er navnet på en modstandsgruppe, der i 1942 og 1943 var aktiv på universitetet i München
Hans og Sophie Scholl kom i 1942 i kontakt med andre af de studerende, der tog afstand fra nazismen. De besluttede sig til illegal offentlig kritik og dannede studentermodstandsgruppen Weiße Rose, der spredte seks flyveblade.
I de første flyveblade citerede de Bibelen, Laozi, Aristoteles, Novalis og Goethe. Mens hvert af de fire første flyveblade kun blev trykt i ca. hundrede eksemplarer og sendt til udvalgte akademikere med post, blev de to næste trykt i ca. ti tusinde eksemplarer og sendt til modtagere i hele landet, deriblandt Hitler og Joseph Goebbels,  men af det første flyveblad, som blev sendt ud i ca. hundrede eksemplarer, blev de 35 indleveret til Gestapo. 
Den 18. februar blev Sophie Scholl og Christoph Probst arresteret af Gestapo og den 22. februar efter tre dages forhør fremstillet for folkedomstolen, der lededes af den fra Berlin tilrejste, berygtede Roland Freisler, der senere ledede Folkedomstolen mod hovedmændene bag 20. juli-attentatet på Hitler.
Hans og Sophie Scholl og Christoph Probst blev dømt til døden. Vagterne gav dem efter dommen mulighed for at være alene i kort tid, inden de blev sendt til guillotinen i fængslet i München-Stadelheim.
Andre medlemmer af gruppen var Traute Lafrenz, Willi Graf, Alexander Schmorell, Jürgen Wittenstein og professor Kurt Huber.
Willi Graf blev sammen med sin søster Anneliesse arresteret 18. februar 1943 og af Roland Freisler dømt til døden den 19. april 1943. Dommen blev først eksekveret 12. oktober efter måneders forhør hos Gestapo, der forsøgte at få navnene på andre af gruppens medlemmer.

## Ekstern henvisning
- Wikimedia Commons har flere filer relateret til Weiße Rose
- Sophie Scholl - Die letzten Tage (film) på Internet Movie Database (engelsk)